# キャロル郡 (ジョージア州)
キャロル郡（キャロルぐん、英: Carroll County）は、アメリカ合衆国ジョージア州の郡である。人口は11万9148人（2020年）。郡庁所在地はキャロルトンであり、同郡で人口最大の都市である。
郡はアトランタ都市圏（正確にはアトランタ・サンディスプリングス・マリエッタ大都市統計地域）に属している。

## 歴史
キャロル郡を始め、リー郡、トループ郡、コウェタ郡の領域は、1825年のインディアンスプリングス条約によって、クリーク族インディアンから譲渡された土地だった。この土地はジョージア州でクリーク族に最後まで残されていたものであり、ローワー・クリーク族あるいはホワイト・スティックスの酋長ウィリアム・マッキントシュが譲渡したものだった。この譲渡が原因で、北アラバマ出身のレッドスティックスあるいはアッパー・クリーク族によって、現在のホワイトバーグ近くにあったマッキントシュ保留地でマッキントシュ酋長が殺された。
キャロル郡は1826年6月9日付ジョージア州議会法によって設立されたが、郡名が付けられたのは同年12月14日になってからだった。その郡名は、メリーランド州ボルティモア出身のチャールズ・キャロルに因んでおり、郡が設立された1826年にはアメリカ独立宣言に署名した者として最後の生き残りだった。郡庁所在地のキャロルトンも同様な由来で命名された。
郡が設立された時の郡庁所在地はオールドキャロルトンだったが、1830年に現在のキャロルトンに移された。
当初の郡域は東のチャタフーチー川から西のアラバマ州境まで広がっていた。北は現在の州間高速道路20号線の北、チェロキー族との境まであった。この領域から現在のダグラス郡、ハード郡の全体と、ハラルソン郡、トループ郡の一部ができた。ダグラス郡となった領域の一部はかつてキャンベル郡があった所であり、ダグラス郡とフルトン郡に分割された。
キャロル郡は奴隷人口が少なかったので、1850年代には「キャロルの自由州」と呼ばれていた。
チェロキー族が土地を譲渡した前であっても、白人開拓者が郡北部のビラリカ地域に入っていた。
キャロル郡はジョージア初のゴールドラッシュが起きた場所となった。
建築家のホレス・キング（1807年-1885年）が郡内に住んでいたことがあった。キングはチャタフーチー川のホワイツバーグにムーアの橋を架けることに貢献した。ムーアの橋は南北戦争のときに北軍兵に焼かれた。
南北戦争のとき、キャロル郡からはボウドン志願兵隊とキャロル・ボーイズが出征し、コブズ・リージョンに属した。
1995年8月21日、アトランティック・サウスイースト航空529便がキャロルトン近くの飛行場に不時着した。この事故により9人が死亡し、20人が重軽傷を負った。
2008年2月、幾つかの竜巻がキャロル郡を襲い、家屋数軒に被害を与え、その他にも被害を出させた。続く5月11日（母の日）にも竜巻に襲われた。この竜巻では多くの家屋や企業が被害を受けた。
2009年9月21日、8日間続いた豪雨のために郡内は洪水となり、多くの命が失われた。この洪水で60以上の道路が閉鎖され、多くの橋を流した。被害総額は2,200万米ドルと推計された。

## 地理
アメリカ合衆国国勢調査局に拠れば、郡域全面積は503.83平方マイル (1,304.9 km2)であり、このうち陸地498.93平方マイル (1,292.2 km2)、水域は4.89平方マイル (12.7 km2)で水域率は0.97%である。

### 主要高規格道路

#### 州間高速道路
- 州間高速道路20号線

#### アメリカ国道
- アメリカ国道27号線
- アメリカ国道27号線代替路
- アメリカ国道27号線産業道路（キャロルトン）
- アメリカ国道78号線

#### ジョージア州道
- ジョージア州道1号線
- ジョージア州道1号線産業道路
- ジョージア州道5号線
- ジョージア州道8号線
- ジョージア州道16号線
- ジョージア州道61号線
- ジョージア州道100号線
- ジョージア州道101号線
- ジョージア州道113号線
- ジョージア州道166号線
- ジョージア州道166号線接続路
- ジョージア州道274号線
- ジョージア州道402号線

### 隣接する郡
- ポールディング郡 - 北
- ダグラス郡 - 東
- フルトン郡 - 東
- コウェタ郡 - 南東
- ハード郡 - 南
- ランドルフ郡 (アラバマ州) - 南西
- クリバーン郡 (アラバマ州) - 西
- ハラルソン郡 - 北西

## 人口動態
以下は2000年国勢調査による人口統計データである。
| 基礎データ - 人口: 87,268人 - 世帯数: 31,568 世帯 - 家族数: 23,013 家族 - 人口密度: 68人/km2（175人/mi2） - 住居数: 34,067軒 - 住居密度: 26軒/km2（68軒/mi2） 人種別人口構成 - 白人: 80.5% - アフリカン・アメリカン: 16.3% - ネイティブ・アメリカン: 0.3% - アジア人: 0.6% - 太平洋諸島系: 0.1%未満 - その他の人種: 1.1% - 混血: 1.1% - ヒスパニック・ラテン系: 2.6% 年齢別人口構成 - 18歳未満: 25.9% - 18-24歳: 12.9% - 25-44歳: 29.9% - 45-64歳: 21.2% - 65歳以上: 10.0% - 年齢の中央値: 32歳 - 性比（女性100人あたり男性の人口） - 総人口: 95.1 - 18歳以上: 91.5 | 世帯と家族（対世帯数） - 18歳未満の子供がいる: 35.2% - 結婚・同居している夫婦: 56.3% - 未婚・離婚・死別女性が世帯主: 12.3% - 非家族世帯: 27.1% - 単身世帯: 21.2% - 65歳以上の老人1人暮らし: 7.6% - 平均構成人数 - 世帯: 2.66人 - 家族: 3.09人 収入と家計 - 収入の中央値 - 世帯: 38,799米ドル - 家族: 44,642米ドル - 性別 - 男性: 33,102米ドル - 女性: 22,538米ドル - 人口1人あたり収入: 17,656米ドル - 貧困線以下 - 対人口: 13.7% - 対家族数: 10.0% - 18歳未満: 15.4% - 65歳以上: 16.0% |

## 都市と町
- ボウドン
- ブレーメン
- キャロルトン - 郡庁所在地
- マウントザイオン
- ループビル
- テンプル
- ビラリカ
- ホワイツバーグ